# Parížske močiare
Parížske močiare jsou národní přírodní rezervace v katastrálních územích obcí Nová Vieska a Gbelce v okrese Nové Zámky v Nitranském kraji na Slovensku. Území bylo vyhlášeno v roce 1966 a jeho rozloha je 184,05 hektaru. Předmětem ochrany jsou vodní společenstva reprezentující jednu z posledních původních lokalit vodních ptáků na Slovensku. Oblast je jedinou slovenskou lokalitou rákosníka tamaryškového (Acrocephalus melanopogon), ležící na severní hranici jeho areálu. Chráněné území se částečně překrývá s ptačí oblastí Parížske močiare a stejnojmennou ramsarskou lokalitou. 